# Chấn thương do sét đánh
Chấn thương do sét đánh là chấn thương do sét đánh bất ngờ. Các triệu chứng ban đầu có thể bao gồm suy tim và ngừng hô hấp. Trong khi suy tim có thể tự khỏi khá nhanh, thì tình trạng ngừng hô hấp thường kéo dài hơn. Các triệu chứng khác có thể bao gồm bỏng và chấn thương cùn. Trong số những người sống sót khoảng 75% có vấn đề sức khỏe liên tục do hậu quả là cườm khô và giảm thính lực. Nếu tử vong xảy ra, nó thường là do nhịp tim bất thường hoặc suy hô hấp.
Chấn thương do sét đánh được chia thành các chấn thương trực tiếp (chấn thương cơ học do sét đánh trực tiếp), chấn thương cơ học gây ngã hoặc ngã cao do sét đánh (chấn thương cơ học gián tiếp do sét đánh), chấn thương do tích điện (tai nạn điện dật do dòng điện sét truyền qua người), tai nạn do bỏng điện và chấn thương điện dật tại vị trí cơ thể tiếp xúc với dòng điện sét đánh thẳng và lan truyền, và tai nạn điện dật từ dòng điện mặt đất (dòng điện điện áp bước) lân cận vùng đất bị sét đánh. Dòng điện mặt đất chiếm khoảng một nửa các trường hợp và xảy ra khi sét đánh gần đó và dòng điện đến cơ thể người qua mặt đất. Chấn thương tích điện chiếm khoảng một phần ba trường hợp và xảy ra khi sét đánh gần đó và chạy qua không khí tích điện vào người. Chấn thương tiếp xúc xảy ra khi người đó chạm vào vật bị sét đánh trực tiếp vào, chiếm khoảng 5% thương tích. Cơ chế của các chấn thương có thể bao gồm chấn thương điện, bỏng do nhiệt và chấn thương cơ học. Chẩn đoán thường dựa trên tiền sử chấn thương và khám bệnh.
Phòng ngừa bao gồm việc tránh ở ngoài trời trong cơn giông bão. Nếu không thể tránh việc ở ngoài trời thì việc hạ thấp cơ thể là cần thiết. Khi ở trong nhà, không nên sử dụng các thiết bị kết nối với ổ cắm điện và tiếp xúc với nước. Trong số những người bị ngừng tim và không có mạch đập trung tâm, nên hồi sức tim phổi (CPR). Ở những người có mạch trung tâm nhưng không thở được thì thông gió nhân tạo, như hà hơi thổi ngạt, được khuyến khích.
Người ta ước tính rằng chấn thương do sét đánh xảy ra 240.000 lần một năm với 24.000 người chết. Các khu vực có địa hình đồi núi và luồng không khí ẩm ướt, như Trung Phi, có tỷ lệ sét đánh cao nhất. Trong số những phụ nữ mang thai bị sét đánh, cái chết của em bé xảy ra trong khoảng một nửa trường hợp. Ở Hoa Kỳ, khoảng 1 trên 10.000 người bị sét đánh trong suốt cuộc đời. Nam giới bị ảnh hưởng gấp 4 lần so với nữ giới. Nhóm tuổi thường bị ảnh hưởng nhất là từ 20 đến 45 tuổi.